# Heure (Belgique)
Pour les articles homonymes, voir Heure.
Heure (en wallon Eure), parfois appelé Heure-en-Famenne, est un village de la Famenne centrale, dans la province de Namur, en Belgique. Administrativement il fait partie de la commune de Somme-Leuze située en Région wallonne. Il est traversé par l' Eau d'Heure. C'était une commune à part entière avant la fusion des communes de 1977. 

## Évolution démographique
- Source: DGS, 1831 à 1970=recensements population, 1976= habitants au 31 décembre

## Historique
Sous l'Ancien Régime, le village formait, avec le hameau de Moressée, une seigneurie relevant du duché de Luxembourg. Apartenant à l'abbaye de Waulsort, cette seigneurie était généralement affermée à des particuliers fortunés. De 1664 à 1734, elle est donnée en amodation aux Sampson, une famille originaire de Moressée, avant d'être vendue à Antoine de Rasquinet, échevin de Liège. Peu avant la Révolution française, elle passa au baron Pierre-Grégoire de Vivario.

## Patrimoine et culture

### Patrimoine architectural
- La tour de l'église Notre-Dame est classée depuis 1954 au patrimoine immobilier de Wallonie.